# Music Is the Message
Music Is the Message  è il quarto album dei Kool and the Gang, uscito nel 1972.

## Tracce
1. Music Is the Message (Kool &  the Gang) - 5:18
2. Electric Frog, Pt. 1 (Kool & the Gang) - 3:43
3. Electric Frog, Pt. 2 (Kool & the Gang) - 3:02
4. Soul Vibrations (Kool & the Gang) - 4:39
5. Love the Life You Live, Pt. 1-2 (Kool & the Gang/Redd) - 5:40
6. Stop, Look, Listen (To Your Heart) (Bell/Creed) - 3:26
7. Blowin' in the Wind (Kool & the Gang) - 2:31
8. Funky Granny (Kool & the Gang/Redd) - 5:55

## Formazione

### Gruppo
- Robert Kool Bell - basso, voce
- George Funky Brown - batteria, percussioni, voce
- Claydes Smith - chitarra
- Dennis D.T. Thomas - flauto, percussioni, sassofono contralto, voce
- Ronald Bell - flauto contralto, sassofono tenore, voce
- Robert Spike Mickens - filicorno soprano, tromba, voce
- Ricky West - pianoforte, sintetizzatore, voce

#### Altri musicisti
- Assunta Dell'Aquila - arpa
- Mitchell Kanner - arpa